# Tersonia
Tersonia é um género botânico pertencente à família Gyrostemonaceae.

## Espécies
1. ↑  «Tersonia — World Flora Online». www.worldfloraonline.org. Consultado em 19 de agosto de 2020